# Agence de presse Fabra
L’agence de presse Fabra a été fondée en 1867 par le journaliste, poète et romancier Nilo Fabra (1843-1903)  pour diffuser à la presse espagnole des informations internationales.

## Histoire
L'agence de presse Fabra s'appelle d'abord le "Bureau de Correspondance", et se dote une station télégraphique à Valence, pour faire partie du réseau européen Havas-Reuter. En 1870, l'agence Havas la rachète et la transforme en "Havas-Madrid", puis lui donne une certaine autonomie à partir de 1879, dans le cadre d'un contrat d'association. Le gouvernement espagnol exige alors que l'article 3 de ce contrat précise que "l'agence de presse Fabra doit toujours respecter les "intérêts espagnols".
Selon l'historien Jean-Marc Delaunay, l'agence Fabra grandit à l'époque où la "création d'agences d'informations, dans les principaux pays européens et aux États-Unis", a "littéralement métamorphosé une presse quotidienne, jusqu'alors bridée par des tirages" limités, une thèse également défendue par l'historien Michaël Palmer. Mais l'associée Havas capte bien avant Fabra le marché hispanophone, grâce à son réseau d'alliances, comme le montre l'Histoire des agences de presse en Amérique du Sud. 
En 1909, les critiques de l'agence Continentale allemande, qui l'accuse d'être trop proche du gouvernement espagnol et de l'agence Havas amènent à la création du concurrent "Calle Factor" par les allemands, qui est relancé en 1911 sous le nom d'"Ibero-Mundial", avec un important financement allemand. L'échec de l'implantation d'"Ibero-Mundial" en 1913, qui avait créé des difficultés à Fabra, ne fait pas taire ces récriminations. L'agence reste fragile et même Havas lui reproche de ne pas avoir assez de bureaux en Espagne.
L'Agence Havas devient en 1919, actionnaire à 90 % de l'Agence Fabra, avec 180 actions sur 200, et ouvre un bureau à Barcelone sous son propre nom d'Havas. L'agence Fabra devient en 1926 une société anonyme, qui ensuite est rachetée à Havas par un groupe de banques. À partir de 1939, elle doit fusionner avec l'agence Faro y Febus, pour s'effacer devant l'agence EFE, créée sous forme de société anonyme dont l'actionnaire majoritaire est l'État.